# Cajamarquilla

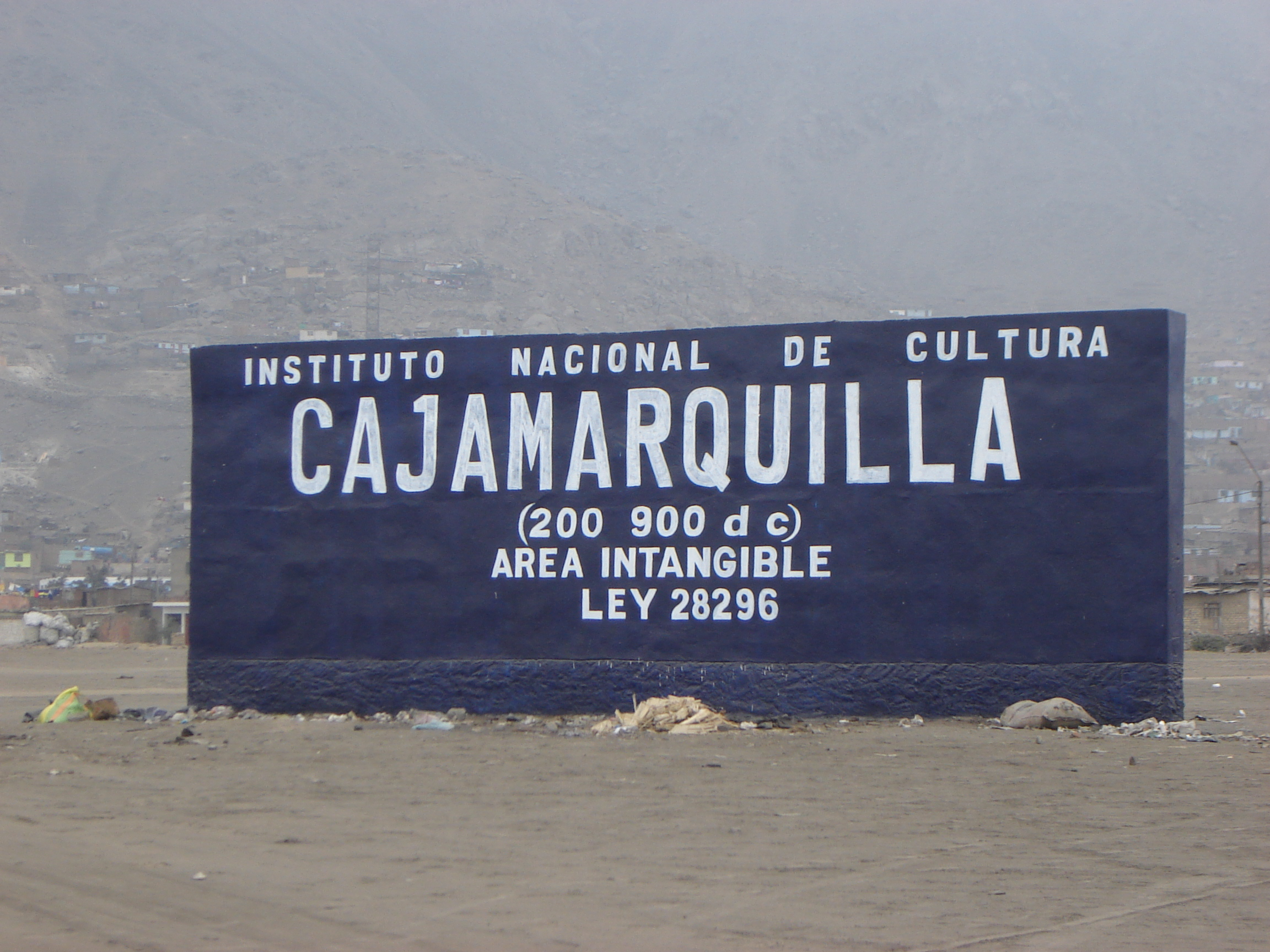
Cartell de l'INC (Institut Nacional de Cultura) a Cajamarquilla

Cajamarquilla és un jaciment arqueològic del Perú que es troba a 25 km a l'interior de la ciutat costanera de Lima; a la Vall de Jicamarca, 6 km al nord del Riu Rímac. Ocupa una àrea d'aproximadament 167 ha, sent un dels més grans complexos arqueològics del país. El jaciment es troba ara envoltat per diversos pobles petits que amenacen en gran part el seu perímetre, sense tanques, malgrat el seu estatus "protegit" a nivell nacional.
Cajamarquilla va ser una antiga ciutat de tova, que servia com a centre de comerç important durant el pic de l'anomenada "Cultura de Lima". Va ser ocupat durant tot el primer mil·lenni de l'era actual, però canvis climàtics i desastres naturals (com terratrèmols) van portar al seu abandonadament final uns segles abans de la conquesta espanyola. Situat en una vall aleshores fèrtil d'una ruta comercial important entre l'altiplà andí i les comunitats costaneres de la costa de l'oceà Pacífic, Cajamarquilla va esdevenir un important centre cultural, religiós i comercial. Al jaciment s'hi observen les restes de temples piramidals, carrers amples, places cerimonials, cementiris, sitges subterrànies, canals, i nombrós altres closos i edificis; molts d'ús no-identificat — tot ells varen ser construïts utilitzant mètodes de tapia, fent servir maons de fang i guix.
El 2021, s'hi va localitzar al complex una mòmia d'època preincaica, d'una antiguitat entre els 800 i 1.200 anys. La mòmia podria pertànyer a la cultura chaclla, una societat prèvia als inques que van habitar la província d'Huariochirí, una zona estratègica pels intercanvis econòmics entre la costa i la serra de l'actual Perú.